# Yanmar Diesel Soccer Club 1982
Questa voce raccoglie le informazioni riguardanti lo Yanmar Diesel Soccer Club nelle competizioni ufficiali della stagione 1982.

## Stagione
Inseritosi subito nel lotto delle candidate alla vittoria finale del campionato lo Yanmar Diesel, benché privato dell'apporto del capocannoniere Kunishige Kamamoto (bloccato da un infortunio al tendine d'Achille subìto durante uno scontro di gioco nel match con il Nissan Motors dell'ottava giornata), concluse il girone di andata in testa alla classifica e arrivò sino alle finali di Coppa di Lega dove fu sconfitto dal Furukawa Electric. Nella seconda parte della stagione la squadra ebbe un leggero calo delle prestazioni in campionato, lasciandosi sorpassare dalle concorrenti e concludendo in fotofinish al secondo posto. In coppa nazionale lo Yanmar Diesel subì un'altra sconfitta contro il Furukawa Electric, che lo eliminò ai quarti di finale prevalendo ai calci di rigore.

## Maglie e sponsor
Le magliette, prodotte dall'Adidas, recano sulla parte anteriore la scritta Yanmar.
| Manica sinistra · Manica sinistra · Maglietta · Maglietta · Manica destra · Manica destra · Pantaloncini · Pantaloncini · Calzettoni · Calzettoni |

## Rosa
| N. |                     | Ruolo | Calciatore         |
| -- | ------------------- | ----- | ------------------ |
| 9  | Giappone (bandiera) | A     | Kunishige Kamamoto |
|    | Giappone (bandiera) | P     | Kazumi Tsubota     |
|    | Giappone (bandiera) | P     | Yasuhito Suzuki    |
|    | Giappone (bandiera) | D     | Nobuyuki Uenoyama  |
|    | Giappone (bandiera) | D     | Shunji Kishi       |
|    | Giappone (bandiera) | D     | Koichi Matsushita  |
|    | Giappone (bandiera) | D     | Takayoshi Yamano   |
|    | Giappone (bandiera) | D     | Akihiro Nishimura  |
|    | Giappone (bandiera) | D     | Shigeru Shoto      |
|    | Giappone (bandiera) | C     | Yuzo Okazaki       |
|    | Giappone (bandiera) | C     | Katsuhiro Kusaki   |

| N. |                     | Ruolo | Calciatore        |
| -- | ------------------- | ----- | ----------------- |
|    | Giappone (bandiera) | C     | Hiroshi Soejima   |
|    | Giappone (bandiera) | C     | Hiroshi Sowa      |
|    | Giappone (bandiera) | C     | Kazuo Uenishi     |
|    | Giappone (bandiera) | A     | Hiroji Imamura    |
|    | Giappone (bandiera) | A     | Akira Komatsu     |
|    | Giappone (bandiera) | A     | Haruhisa Hasegawa |
|    | Giappone (bandiera) | A     | Yoshiharu Horii   |
|    | Giappone (bandiera) | A     | Kikuo Shimura     |
|    | Giappone (bandiera) | A     | Shoichi Taiyuki   |
|    | Giappone (bandiera) | A     | Koji Tenjo        |

## Statistiche

### Statistiche di squadra
| Competizione          | Punti | Totale | Totale | Totale | Totale | Totale | Totale | DR  |
| Competizione          | Punti | G      | V      | N      | P      | Gf     | Gs     | DR  |
| --------------------- | ----- | ------ | ------ | ------ | ------ | ------ | ------ | --- |
| JSL Division 1        | 22    | 18     | 9      | 4      | 5      | 25     | 17     | +8  |
| JSL Cup               | -     | 4      | 2      | 1      | 1      | 7      | 5      | +2  |
| Coppa dell'Imperatore | -     | 3      | 1      | 1      | 1      | 4      | 3      | +1  |
| Totale                | -     | 25     | 12     | 6      | 7      | 36     | 21     | +15 |